# 御船町立七滝小学校
御船町立七滝小学校（みふねちょうりつ ななたきしょうがっこう）は、かつて熊本県上益城郡御船町にあった小学校。

## 沿革
- 1874年（明治 7年） - 七滝小学校創立
- 1896年（明治29年） - 七滝尋常小学校と改称
- 1940年（昭和15年）5月 - 七滝尋常高等小学校と改称
- 1941年（昭和16年）4月 - 七滝国民学校と改称
- 1946年（昭和21年）4月 - 七滝村立七滝小学校と改称
- 1955年（昭和30年）1月 - 御船町立七滝小学校と改称
- 1967年（昭和41年）4月 - 水越小学校の一部校区を編入
- 2007年（平成19年）4月 - 御船町立上野小学校、御船町立田代東部小学校と統合し御船町立七滝中央小学校へ